# Struktur (filosofi)
Struktur (latin structura, bygga upp, ordna), sammanhang mellan delar i en helhet, deras ordning och förhållande till varandra, system. Motsatsen till struktur är kaos.
Struktur kan i dess mest allmänna betydelse avse en regelstyrd ordning mellan beståndsdelar eller element i en helhet. Det är ett fundamentalt begrepp inom lingvistiken, då det ämnet studerar fonems, lexikala ords, och meningars relation till varandra, och har givit upphov till viktiga lingvistiska och estetiska teorier och metoder som strukturalismen, med Ferdinand de Saussure som framträdande namn, och poststrukturalismen, där det i stället för element är relationen mellan fenomen som studeras.
En struktur kan vara ordnad hierarkiskt eller med platt struktur, till exempel numerisk sådan. Språkets struktur studeras i bland annat grammatiken och semantiken.